# Мост „Бъниша-Мартинес“
Мостът „Бъниша-Мартинес“, още известен като Мост „Джордж Милър младши“ (Benicia-Martinez Bridge, George Miller Jr. Bridge), е общото име на три близко разположени успоредни моста, прекосяващи пролива Каркинес, свързвайки град Бъниша на север с град Мартинес на юг в Района на Санфранцисканския залив в щата Калифорния, Съединени американски щати.